# Paul Casey
Paul Casey (nacido el 21 de julio de 1977) es un golfista inglés que es miembro del PGA Tour en los Estados Unidos. En 2009 logró su posición más alta, tercero, en el Ranking mundial de golf oficial.

## Primeros años y vida personal
Casey nació en Cheltenham, Gloucestershire, pero se mudó con su familia a Weybridge, Surrey a la edad de seis años. Después de asistir a la Escuela Cleves, Weybridge y luego a la Escuela Hampton, al oeste de Londres, estudió los niveles A en el Strode's College, Egham, Surrey. Luego tomó una beca de golf en la Universidad Estatal de Arizona.  
En 2008, se casó con Jocelyn Hefner, una prima lejana del fundador de Playboy, Hugh Hefner. La pareja vivió una vida tranquila en un rancho remoto en la zona rural de Arizona, donde Jocelyn, una entusiasta aficionada a caballo, compitió en eventos ecuestres locales. Pero después de que ella abandonó un curso de diseño de interiores en 2011, la pareja acordó divorciarse.
Después de que se conocieron en el Baile de bandera a cuadros de Fórmula 1 en el Gran Premio de Abu Dhabi de 2011, Casey comenzó a salir con la presentadora de televisión Pollyanna Woodward. La pareja se comprometió durante el período de Navidad en 2013. Poco después, recibieron a su primer hijo, Lex, el 1 de septiembre de 2014. Se casaron en enero de 2015.

## Carrera
Su carrera amateur fue distinguida. En los Estados Unidos ganó tres Campeonatos Pac-12 consecutivos (1998, 1999 y 2000). En 2000, rompió el récord de campeonato que obtuvo Tiger Woods (18 bajo par) con 23 bajo el par 265. Al otro lado del Atlántico ganó al Inglés Amateur en 1999 y 2000. También fue miembro de Gran Bretaña. y el equipo ganador de la Copa Walker 1999 en Irlanda, donde fue el tercer jugador en 77 años en registrar cuatro victorias sin una sola derrota.  
Casey se unió al European Tour en mayo de 2001 y registró un segundo en su quinto evento y una victoria en su undécimo, el Gleneagles Scottish PGA Championship, que terminó en la temporada 22 en el orden del mérito y recibió el premio al Novato Sir Henry Cotton del año. Después de una segunda temporada decepcionante, ganó el Campeonato ANZ y el Abierto Internacional Benson and Hedges en 2003, y llegó sexto en la Orden del Mérito.  
Casey no ganó ningún título individual en 2004, pero fue miembro del equipo europeo victorioso de la Ryder Cup y también ganó la WGC-World Cup para Inglaterra en colaboración con Luke Donald. Otro punto culminante de su año fue un sexto lugar en su primer Masters. Se unió al PGA Tour poco después como miembro temporal especial y su membresía en el equipo de la European Ryder Cup 2004 lo calificó para ser miembro de la gira con sede en los Estados Unidos para la temporada 2005. Sin embargo, continúa jugando principalmente en Europa y fue el líder de la Orden al Mérito del Tour Europeo en 2006, hasta que Pádraig Harrington lo superó en el evento final. Se reincorporó al PGA Tour en 2009.
Casey ha aparecido en el top 10 del Ranking Mundial de Golf Oficial y fue el inglés mejor clasificado durante un tiempo. En enero de 2007 alcanzó el puesto más alto de su carrera en el puesto número 13 en la clasificación.
En 2006, Casey ganó el Campeonato Mundial de Juego de Partidos HSBC en Wentworth, superando a Shaun Micheel 10 y 8 en una victoria récord para la final. Casey se convirtió en el único jugador en la historia de la Ryder Cup en ganar un partido de cuatro con un hoyo en uno el sábado 23 de septiembre de 2006, en Irlanda.  
Casey provocó una controversia en noviembre de 2004, cuando en una entrevista para el periódico Sunday Times, según los informes, dijo del equipo de la Ryder Cup de EE. UU. "Oh, los odiamos adecuadamente. Queríamos vencerlos lo más posible". Varios de los principales golfistas estadounidenses, entre ellos Fred Funk y Davis Love III, rechazaron públicamente la controversia que rodeaba a Casey como una travesura de los tabloides. Más tarde, Casey se disculpó diciendo que los comentarios fueron sacados de contexto y que usar la palabra "odio" fue un error. Casey tiene un entrenador estadounidense (Peter Kostis) y su novia y dice que "no tiene nada en contra de Estados Unidos".
Casey obtuvo su primera victoria en el PGA Tour el 5 de abril de 2009 al derrotar a J. B. Holmes en un playoff de un hoyo en el Shell Houston Open. Esta victoria lo llevó al No. 6 en el Ranking Mundial de Golf Oficial.
Casey ganó su 10.º evento en el Tour Europeo en el Campeonato BMW PGA 2009 en el Wentworth Golf Club en Surrey, donde ganó por un golpe sobre el residente de Wentworth y su compatriota inglés Ross Fisher. Esta victoria hizo que Casey logre el tercer puesto en el ranking mundial de golf oficial.  Se había clasificado en el número 41 a principios de 2009. Casey sufrió una lesión en las costillas en el Campeonato Abierto de 2009, limitó la cantidad de golf que podía jugar en la segunda mitad de 2009.
En enero de 2011, Casey ganó el torneo Volvo Golf Champions en Baréin, que fue su primera victoria en 20 meses.
En enero de 2011, Casey ganó el torneo Volvo Golf Champions en Baréin, que fue su primera victoria en 20 meses. Casey ganó el juego Telus World Skins 2012 en Canadá, después de haber derrotado a Jhonattan Vegas en un desempate durante el evento en julio.
Casey (izquierda) celebra después de ganar el BMW PGA Championship 2009. En junio de 2013, Casey ganó su 12.º título en el Tour Europeo en el Irish Open para terminar con una sequía sin victorias de dos años y medio debido a problemas de forma y condición física. Capturó el título con una ronda final 67 en condiciones cambiantes, para ganar por tres golpes sobre Joost Luiten y Robert Rock. Había comenzado el día cuatro tiros detrás del líder Luiten, pero una serie de cinco birdies en seis hoyos en el medio de la ronda abrió una ventaja de tres tiros. Se redujo a un golpe, cuando Casey se quedó en boga el 15 y el 16, pero un águila que se cerró en el par cinco del 18 selló la victoria.
En septiembre de 2014, Casey ganó su 13er título en el European Tour en el KLM Open en los Países Bajos, su primera victoria de la temporada 2014. Tomó la victoria después de publicar una ronda final 66, lo que lo colocó un tiro por delante del subcampeón y su compatriota inglés Simon Dyson. Comenzó la ronda final a cuatro golpes del liderato de Romain Wattel. La victoria fue especialmente emotiva y gratificante ya que la esposa de Casey, Pollyanna, había dado a luz al primer hijo de la pareja dos semanas antes del evento.
En 2015, Casey decidió renunciar a su exención del European Tour y centrarse únicamente en el PGA Tour, citando la necesidad de disminuir su viaje.  En febrero de 2015, Casey terminó en un empate por el segundo puesto en el Northern Trust Open luego de perder en un playoff de muerte súbita ante James Hahn. Casey terminó el torneo a seis bajo par, empatado con Hahn y Dustin Johnson. Después de que el trío parrasó el primer hoyo extra, Casey solo pudo hacer un par en el segundo hoyo adicional y se eliminó cuando Hahn y Johnson se levantaron y bajaron por los chirridos del lado verde. Casey continuó su buena forma en Estados Unidos la semana siguiente, cuando terminó en un empate por el tercer puesto en el Honda Classic, un tiro fuera de un playoff. Dos semanas más tarde igualó su rendimiento de 2004 al terminar empatado en el sexto lugar en el Masters de 2015. 
En 2016, Casey terminó segundo en el Deutsche Bank Championship y en el BMW Championship antes de terminar en el Tour Championship para terminar en el quinto lugar en la FedEx Cup Playoffs 2016, su mejor desempeño en la carrera en los Playoffs.
Después de no estar disponible para clasificarse para la Ryder Cup 2016 por no ser miembro del European Tour, Casey se unió a la gira a finales de 2017 con la aspiración de ser el equipo europeo para el partido de 2018 en Le Golf National.  Posteriormente fue seleccionado para la EurAsia Cup en enero de 2018.  Anotó dos puntos de tres posibles y, antes del torneo, dijo que "no tuvo problemas" con el capitán de la Ryder Cup 2010, Colin Montgomerie, quien pasó por alto el número 9 del mundo en un puesto en el equipo europeo en Celtic Manor.

### Resultados en Majors
| Torneo               | 2002 | 2003 | 2004 | 2005 | 2006 | 2007 | 2008 | 2009 |
| -------------------- | ---- | ---- | ---- | ---- | ---- | ---- | ---- | ---- |
| Masters de Augusta   | -    | -    | T6   | CUT  | -    | T10  | T11  | T20  |
| Campeonato de la PGA | CUT  | 66   | CUT  | T59  | CUT  | T40  | T15  | -    |
| U. S. Open           | -    | CUT  | CUT  | RET  | T15  | T10  | T65  | CUT  |
| Abierto Británico    | CUT  | CUT  | T20  | CUT  | 71   | T27  | T7   | T47  |

| Torneo               | 2010 | 2011 | 2012 | 2013 | 2014 | 2015 | 2016 | 2017 | 2018 | 2019 |
| -------------------- | ---- | ---- | ---- | ---- | ---- | ---- | ---- | ---- | ---- | ---- |
| Masters de Augusta   | CUT  | T38  | CUT  | -    | -    | T6   | T4   | 6    | T15  | CUT  |
| Campeonato de la PGA | T12  | T72  | CUT  | T33  | CUT  | T30  | T10  | T13  | CUT  | T29  |
| U. S. Open           | T40  | CUT  | -    | T45  | T56  | T39  | CUT  | 26   | T16  | T21  |
| Abierto Británico    | T3   | T54  | CUT  | -    | T47  | T74  | CUT  | T11  | T51  | T57  |

| Torneo               | 2020 | 2021 | 2022 | 2023 | 2024 | 2025 | 2026 | 2027 | 2028 | 2029 |
| -------------------- | ---- | ---- | ---- | ---- | ---- | ---- | ---- | ---- | ---- | ---- |
| Masters de Augusta   | T28  |      |      |      |      |      |      |      |      |      |
| Campeonato de la PGA | T2   |      |      |      |      |      |      |      |      |      |
| U. S. Open           | 17   |      |      |      |      |      |      |      |      |      |
| Abierto Británico    | ND   |      |      |      |      |      |      |      |      |      |

(LA) = Mejor Amateur
CUT = No pasó el corte
"T" = Empatado con otros
Ret. = Retirado
ND = No Disputado
Fondo verde indica victoria. Fondo amarillo, puesto entre los diez primeros (top ten).